# Peter Molloy (Fußballspieler, 1909)
Peter „Pat“ Molloy (* 20. April 1909 in Rossendale; † 16. Februar 1993 in St Albans) war ein englischer Fußballspieler, -trainer und -schiedsrichter.

## Sportlicher Werdegang
Molloy spielte zunächst bei Accrington Stanley, dem FC Fulham und den Bristol Rovers, konnte sich jedoch bei keinem der Klubs dauerhaft durchsetzen. 1934 wechselte er zu Cardiff City in die Third Division. Der walisische Klub befand sich jedoch wenige Jahre nach dem Sieg im FA Cup 1926/27 im nahezu freien Fall und belegte den 19. Tabellenplatz der Spielzeit 1934/35. Hierzu trug er in 23 Saisonspielen bei, ehe er zum Ligakonkurrenten Queens Park Rangers weiterzog. Anschließend spielte er vor Ausbruch des Zweiten Weltkriegs noch für Stockport County, Carlisle United und Bradford City, ehe Anfang 1940 der Spielbetrieb zum Erliegen kam. In der Folge diente er in der British Army. Mindestens für den FC Watford kam er als Kriegsgastspieler zum Einsatz.
Nach Ende des Krieges übersiedelte Molloy in die Türkei, wo er sowohl als Trainer als auch als Schiedsrichter tätig war. 1947 übernahm er den Trainerposten bei Galatasaray Istanbul, parallel übernahm er im Herbst 1948 kurzzeitig die Betreuung der türkischen Nationalmannschaft. 1949 wurde er Trainer bei Fenerbahçe Istanbul und Cihat Arman übernahm im Herbst interimistisch als Spielertrainer die Verantwortung für die Nationalelf, anschließend stand Molloy erneut für zwei Länderspiele wieder an der Seitenlinie. Molloy, der mit Fenerbahçe im Wettbewerb um die Millî Küme 1950 Meister wurde, kehrte Ende 1950 nach England zurück und übergab die Nationalmannschaft an seinen Landsmann Jimmy McCormick. Bis 1976 gehörte er zum Funktionsteam des FC Watford.